# FNNニュースレポート11:30
『FNNニュースレポート11:30』（エフエヌエヌニュースレポートいちいちさんまる）は、フジテレビ系列（FNN）で1982年4月1日から1987年9月30日までにかけて放送された昼の報道番組である。

## 概要
従来、11:50から放送していた『サンケイテレニュースFNN』の開始時刻を1982年4月1日より11:30開始に繰り上げた事に伴い、このタイトルに改題された。当時の夕方（『FNNニュースレポート6:00』）や深夜（『FNNニュースレポート23:00』及び『23:30』）の全国ニュースと基本的なタイトルを合わせたことになる。スタジオセットは、当初は当時の『FNNニュース』統一セットの一部を使用していたが、後期は他のニュースレポートファミリーのスタジオセットがリニューアルするも、当番組のみがそれまでの統一セットを使い続ける格好となった。
また、テーマ音楽は他番組（富田勲→たかしまあきひこ）と異なり、たかしまあきひこ作曲の独自音楽を使用した。
別タイトルで放送していた関西テレビに配慮し、「こんにちは。〇曜日のお昼のニュース、（アナウンサー名）です。（アナウンサー名）です」とあいさつをしていた（『FNNスピーク』も同様）。
1985年8月13日放送では、前日の日本航空123便墜落事故で、ニュース番組としては最も早く現場から生中継し、かつ生存者がいたことをスクープした。
1987年9月30日をもって終了し、同年10月1日から『FNNスピーク』が放送開始し、同番組は2018年3月まで続く長寿報道番組となった。
オープニングの後、フジテレビでは『協力　サンケイ』と表示していた。
この番組の終了をもって、『ニュースレポート』を冠したフジテレビのニュース番組は消滅した。また、上記の理由から同時期に夜ニュースの『FNNニュース工場』も放送開始から半年足らずで終了し、『FNN DATE LINE』（FNN Date Line→DATE LINE）が新たに開始した。この一連のフジテレビの動きは、当時の新聞紙面でも「フジテレビから"ニュース"の文字が消えた」などと紹介されている。
なお、この番組のタイトルとしても用いられているレポートという用語についても、番組終了とほぼ同時期にリポートへ表記変更及び統一された。それに伴い、番組終盤の天気予報のコーナータイトルも「お天気レポート」から「お天気リポート」へと変更されている。「お天気レポート」「お天気リポート」は土曜・日曜朝のニュース（フジテレビでは『産経テレニュースFNN』）でも使われていた。関西テレビなどは平日昼・土曜・日曜朝とも放送されなかった。

## キャスター
| 期間 | 期間      | 男性         | 女性        |
| --- | --------- | ------------ | ----------- |
| 1982.4.1 | 1984.7.13 | 露木茂1・2   | 頼近美津子  |
| 1984.7.16 | 1986.2.21 | 露木茂1・2   | 小出美奈    |
| 1986.2.24 | 1986.2.28 | 露木茂1・2   | 永麻理3     |
| 1986.3.3 | 1986.3.21 | 露木茂1・2   | 吉崎典子3   |
| 1986.3.24 | 1986.5.16 | 露木茂1・2   | 石野紀代子3 |
| 1986.5.19 | 1987.3.31 | 露木茂1・2   | 小出美奈4   |
| 1987.4.1 | 1987.9.30 | 須田哲夫2・4 | 小出美奈4   |
| - 1 平日昼の『サンケイテレニュースFNN』から続投。 - 2 平日昼前の情報番組ニュースコーナーを兼務（詳細は各番組のページを参照）。 - 3 小出の一時休養に伴う代役。 - 4 『FNNスピーク』も続投。 |           |              |             |

備考
- 露木・須田が休暇等で不在の際には、『FNNスーパータイム』の逸見政孝（当時フジテレビアナウンサー）、『おはよう!ナイスデイ』の桑原征平（当時関西テレビアナウンサー）らが代行。

## 放送時間
- 月〜金 11:30 - 12:00（JST）

## ネット状況

### ネット局
| 放送対象地域   | 放送局              | 放送当時の系列      | 備考 |
| -------------- | ------------------- | ------------------- | --- |
| 関東広域圏     | フジテレビ(CX)      | FNN                 | 基幹・制作局 |
| 北海道         | 北海道文化放送(UHB) | FNN                 | 全国ニュースの後「道新ニュース」を放送                                                                               |
| 宮城県         | 仙台放送(OX)        | FNN                 | |
| 秋田県         | 秋田テレビ(AKT)     | FNN/ANN→FNN         | |
| 山形県         | 山形テレビ(YTS)     | FNN                 | 現在はANN系列 |
| 福島県         | 福島テレビ(FTV)     | FNN                 | JNNを脱退、FNNに加盟した1983年4月1日から それまでは『JNNニュース』をネット                                           |
| 新潟県         | 新潟総合テレビ(NST) | FNN                 | 現・NST新潟総合テレビ ANNを脱退してから最初の放送日である1983年10月3日から それまでは『ANNニュースライナー』をネット |
| 長野県         | 長野放送(NBS)       | FNN                 | |
| 静岡県         | テレビ静岡(SUT)     | FNN                 | |
| 富山県         | 富山テレビ(T34)     | FNN                 | 現・BBT |
| 石川県         | 石川テレビ(ITC)     | FNN                 | 協力：北陸中日新聞                                                                                                   |
| 福井県         | 福井テレビ(FTB)     | FNN                 | 全国ニュースの後「福井新聞ニュース」を放送、協力：中日新聞                                                           |
| 中京広域圏     | 東海テレビ(THK)     | FNN                 | |
| 近畿広域圏     | 関西テレビ(KTV)     | FNN                 | 『KTVワイドニュース』に改題                                                                                          |
| 島根県・鳥取県 | 山陰中央テレビ(TSK) | FNN                 | |
| 岡山県・香川県 | 岡山放送(OHK)       | FNN                 | |
| 広島県         | テレビ新広島(TSS)   | FNN                 | |
| 愛媛県         | 愛媛放送(EBC)       | FNN                 | 現・テレビ愛媛 |
| 福岡県         | テレビ西日本(TNC)   | FNN                 | 『TNCニュースレポート11:30』に改題                                                                                   |
| 佐賀県         | サガテレビ(STS)     | FNN                 | |
| 鹿児島県       | 鹿児島テレビ(KTS)   | NNN/FNN/ANN→NNN/FNN | 1985年3月29日まで。 1985年4月1日から『NNN昼のニュース』をネット                                                      |
| 沖縄県         | 沖縄テレビ(OTV)     | FNN                 | |